# Лавки (Закарпатская область)
Лавки (укр. Лавки) — село в Мукачевской городской общине Мукачевского района Закарпатской области Украины.
Расположено в 7 км от Мукачево.
Население по переписи 2001 года составляло 1299 человек. Почтовый индекс — 89635. Телефонный код — 3131. Занимает площадь 5530 км². Код КОАТУУ — 2122784801.

## История
Село Лавки известны с XIV века. В центре села обнаружено древнерусское погребение (X—XI вв. н. э.).

## Известные уроженцы
- Гудивок, Пётр Михайлович — украинский математик, академик.